# Nematolampas
Nematolampas is een geslacht van inktvissen uit de  familie van de Lycoteuthidae.

## Soorten
- Nematolampas regalis S. S. Berry, 1913
- Nematolampas venezuelensis Arocha, 2003